# American Hockey League 1982-1983
La stagione 1982-1983 è stata la 47ª edizione della American Hockey League, la più importante lega minore nordamericana di hockey su ghiaccio. Il calendario della stagione regolare fu composto da 80 partite. La stagione vide al via tredici formazioni e al termine dei playoff i Rochester Americans conquistarono la loro quarta Calder Cup sconfiggendo i Maine Mariners 4-0.

## Modifiche
- Nella North Division nacquero i Sherbrooke Jets, formazione canadese di Sherbrooke nel Québec.
- Nella North Division nacquero i Moncton Alpines, formazione canadese di Moncton nel Nuovo Brunswick.
- I New Brunswick Hawks si trasferirono a St. Catharines divenendo i St. Catharines Saints, squadra della South Division.
- Gli Erie Blades si fusero con i Baltimore Skipjacks, squadra di Baltimora proveniente dalla Atlantic Coast Hockey League.
- Gli Springfield Indians si scambiarono di division con gli Adirondack Red Wings.

## Stagione regolare

### Classifiche
North Division
|  | Pos. | Squadra               | Pt | G  | V  | S  | N | GF  | GS  | DR   |
|  | ---- | --------------------- | -- | -- | -- | -- | - | --- | --- | ---- |
|  | 1.   | Fredericton Express   | 98 | 80 | 45 | 27 | 8 | 348 | 284 | +64  |
|  | 2.   | Nova Scotia Voyageurs | 87 | 80 | 41 | 34 | 5 | 378 | 333 | +45  |
|  | 3.   | Maine Mariners        | 86 | 80 | 39 | 33 | 8 | 342 | 309 | +33  |
|  | 4.   | Adirondack R. Wings   | 77 | 80 | 36 | 39 | 5 | 329 | 343 | -14  |
|  | 5.   | Moncton Alpines       | 75 | 80 | 34 | 39 | 7 | 304 | 315 | -11  |
|  | 6.   | Sherbrooke Jets       | 48 | 80 | 22 | 54 | 4 | 288 | 390 | -102 |

South Division
|  | Pos. | Squadra               | Pt  | G  | V  | S  | N | GF  | GS  | DR  |
|  | ---- | --------------------- | --- | -- | -- | -- | - | --- | --- | --- |
|  | 1.   | Rochester Americans   | 101 | 80 | 46 | 25 | 9 | 389 | 325 | +64 |
|  | 2.   | Hershey Bears         | 85  | 80 | 40 | 35 | 5 | 313 | 308 | +5  |
|  | 3.   | New Haven Nighthawks  | 84  | 80 | 38 | 34 | 8 | 337 | 329 | +8  |
|  | 4.   | Binghamton Whalers    | 80  | 80 | 36 | 36 | 8 | 320 | 333 | -13 |
|  | 5.   | Baltimore Skipjacks   | 79  | 80 | 35 | 36 | 9 | 362 | 366 | -4  |
|  | 6.   | St. Catharines Saints | 72  | 80 | 33 | 41 | 6 | 335 | 368 | -33 |
|  | 7.   | Springfield Indians   | 68  | 80 | 31 | 43 | 6 | 282 | 324 | -42 |

Legenda:

      Ammesse ai Playoff
Note:

Due punti a vittoria, un punto a pareggio, zero a sconfitta.

### Statistiche
Classifica marcatori
| Giocatore           | Squadra               | PG | Gol | Assist | Punti |
| ------------------- | --------------------- | -- | --- | ------ | ----- |
| Ross Yates          | Binghamton Whalers    | 77 | 41  | 84     | 125   |
| Bruce Boudreau      | St. Catharines Saints | 80 | 50  | 72     | 122   |
| Geordie Robertson   | Rochester Americans   | 72 | 46  | 73     | 119   |
| Mike Gillis         | Baltimore Skipjacks   | 74 | 32  | 81     | 113   |
| Mitch Lamoureux     | Baltimore Skipjacks   | 80 | 57  | 50     | 107   |
| Jean-François Sauvé | Rochester Americans   | 73 | 30  | 69     | 99    |
| Tony Currie         | Fredericton Express   | 68 | 47  | 48     | 95    |
| Reg Thomas          | St. Catharines Saints | 80 | 35  | 57     | 92    |
| Ray Cote            | Moncton Alpines       | 80 | 28  | 63     | 91    |
| Tony Cassolato      | Hershey Bears         | 75 | 53  | 38     | 91    |
|                     |                       |    |     |        |       |

Classifica portieri
| Giocatore      | Squadra               | PG | MGS  |  |
| -------------- | --------------------- | -- | ---- |  |
| Bob Froese     | Maine Mariners        | 33 | 3.36 |  |
| Bob Janecyk    | Springfield Indians   | 47 | 3.64 |  |
| Paul Fricker   | Binghamton Whalers    | 39 | 3.67 |  |
| Phil Myre      | Rochester Americans   | 43 | 3.68 |  |
| Chris Smith    | Moncton Alpines       | 35 | 3.68 |  |
| Paul Pageau    | New Haven Nighthawks  | 36 | 3.81 |  |
| Dave Parro     | Hershey Bears         | 47 | 3.87 |  |
| Mark Holden    | Nova Scotia Voyageurs | 41 | 4.05 |  |
| Roberto Romano | Baltimore Skipjacks   | 38 | 4.05 |  |
| Greg Moffett   | Nova Scotia Voyageurs | 43 | 4.08 |  |
|                |                       |    |      |  |

## Playoff
|  | Primo turno | Primo turno          | Primo turno          |                     |                       | Semifinali          | Semifinali | Semifinali |  |  | Calder Cup | Calder Cup     | Calder Cup |
|  |             |                      |                      |                     |                       |                     |            |            |  |  |            |                |            |
|  | N1          | Fredericton Express  | 4                    |                     |                       |                     |            |            |  |  |            |                |            |
|  | N4          | Adirondack Red Wings | 2                    |                     |                       |                     |            |            |  |  |            |                |            |
|  | N4          | Adirondack Red Wings | 2                    |                     | N1                    | Fredericton Express | 2          |            |  |  |            |                |            |
|  |             |                      |                      |                     | N1                    | Fredericton Express | 2          |            |  |  |            |                |            |
|  |             | N3                   | Maine Mariners       | 4                   |                       |                     |            |            |  |  |            |                |            |
|  | N2          | N3                   | Maine Mariners       | 4                   | Nova Scotia Voyageurs | 3                   |            |            |  |  |            |                |            |
|  | N2          |                      |                      |                     | Nova Scotia Voyageurs | 3                   |            |            |  |  |            |                |            |
|  | N3          | Maine Mariners       | 4                    |                     |                       |                     |            |            |  |  |            |                |            |
|  |             |                      |                      |                     |                       |                     |            |            |  |  | N3         | Maine Mariners | 0          |
|  |             |                      | S1                   | Rochester Americans | 4                     |                     |            |            |  |  |            |                |            |
|  | S1          | Rochester Americans  | 4                    |                     |                       |                     |            |            |  |  |            |                |            |
|  | S4          | Binghamton Whalers   | 1                    |                     |                       |                     |            |            |  |  |            |                |            |
|  | S4          | Binghamton Whalers   | 1                    |                     | S1                    | Rochester Americans | 4          |            |  |  |            |                |            |
|  |             |                      |                      |                     | S1                    | Rochester Americans | 4          |            |  |  |            |                |            |
|  |             | S3                   | New Haven Nighthawks | 3                   |                       |                     |            |            |  |  |            |                |            |
|  | S2          | S3                   | New Haven Nighthawks | 3                   | Hershey Bears         | 1                   |            |            |  |  |            |                |            |
|  | S2          |                      |                      |                     | Hershey Bears         | 1                   |            |            |  |  |            |                |            |
|  | S3          | New Haven Nighthawks | 4                    |                     |                       |                     |            |            |  |  |            |                |            |

## Premi AHL
- Calder Cup: Rochester Americans
- F. G. "Teddy" Oke Trophy: Fredericton Express
- John D. Chick Trophy: Rochester Americans
- Dudley "Red" Garrett Memorial Award: Mitch Lamoureux (Baltimore Skipjacks)
- Eddie Shore Award: Greg Tebbutt (Baltimore Skipjacks)
- Fred T. Hunt Memorial Award: Ross Yates (Binghamton Whalers)
- Harry "Hap" Holmes Memorial Award: Brian Ford e Clint Malarchuk (Fredericton Express)
- John B. Sollenberger Trophy: Ross Yates (Binghamton Whalers)
- Les Cunningham Award: Ross Yates (Binghamton Whalers)
- Louis A. R. Pieri Memorial Award: Jacques Demers (Fredericton Express)

### Vincitori
| Rochester Americans | Portieri: Jacques Cloutier, Paul Harrison Difensori: Steve Dykstra, Heikki Leime, Daniel Naud, Dirk Rueter, Venci Sebek, Kari Suoraniemi, Jim Wiemer Attaccanti: Lou Crawford, Randy Cunneyworth, Clint Fehr, Jere Gillis, Val James, Don Keller, Yvon Lambert, Chris Langevin, Gary McAdam, Sean McKenna, Mike Moller, Bob Mongrain, Geordie Robertson, Jean-François Sauvé, Kai Suikkanen Allenatore: Mike Keenan |

### AHL All-Star Team
First All-Star Team
- Attaccanti: Reg Thomas • Ross Yates • Tony Currie
- Difensori: Greg Tebbutt • Bob Gladney
- Portiere: Bob Janecyk

Second All-Star Team
- Attaccanti: Andy Brickley • Mitch Lamoureux • Tony Cassolato
- Difensori: Réjean Cloutier • Al Sims
- Portiere: Dave Parro